# 짐랑가르 다드나지
조제프 짐랑가르 다드나지(Joseph Djimrangar Dadnadji, 1954년 1월 16일 ~ 2019년 12월 31일)는 차드의 외교관 겸 정치인이다.

## 주요 경력
- 前 차드 국무총리(2013년)